# 国民党 (马耳他)

國民黨舊標誌

国民党（英語：Nationalist Party，缩写为PN）是马耳他的一个基督教民主主义和保守主义政党，与工党轮流执政。1880年福尔图纳托·米兹（Fortunato Mizzi）成立反改革党，反对英国殖民当局税收规定和英国化教育措施和司法系统。后改名为国民党，早期实行亲意大利的立场，一直持续到第二次世界大战。

## 领袖
- 1880-1905 福尔图纳托·米兹（Fortunato Mizzi）
- 1926-1942 乌戈·帕斯夸尔·米夫苏德爵士（Ugo Pasquale Mifsud） (总理: 1924-27, 1932–33)和恩里科·米兹（Enrico Mizzi）
- 1942-1944 喬治·博爾格·奧利維爾（Giorgio Borg Olivier） (代理)
- 1944-1950 恩里科·米兹 (总理: 1950)
- 1950-1977 喬治·博爾格·奧利維爾（Giorgio Borg Olivier） (总理: 1950-1955, 1962–1971)
- 1977-2004 埃迪·芬內克·阿達米（Eddie Fenech Adami） (总理: 1987-1996, 1998–2004)
- 2004-2013 劳伦斯·贡齐 (总理: 2004-2013)